# هلن ریوز (بازیکن هاکی)
هلن ریوز (انگلیسی: Helen Reeves؛ زادهٔ ۶ سپتامبر ۱۹۸۰) قایقران کایاک اهل بریتانیا است.